# Pleuropasta reticulata
Pleuropasta reticulata is een keversoort uit de familie van oliekevers (Meloidae). De wetenschappelijke naam van de soort is voor het eerst geldig gepubliceerd in 1947 door Van Dyke.